# Cầu Sigismund Augustus
Cầu Sigismund Augustus (tiếng Ba Lan: Most Zygmunta Augusta) là một cây cầu gỗ bắc qua sông Vistula ở Warsaw, một trong những con sông dài và quan trọng nhất ở Ba Lan.

## Lịch sử
Công trình kiến trúc này được khởi công xây dựng vào năm 1568 dưới thời Quốc vương Sigismund Augustus. Trước khi qua đời vào năm 1572, Quốc vương Sigismund Augustus đã đi qua cây cầu lúc vẫn chưa hoàn thành. Sau khi ông qua đời, việc xây dựng do em gái ông là Nữ hoàng Anna Jagiellonka đảm nhận. Phần lớn kinh phí xây dựng được trích từ tài sản cá nhân của nữ hoàng. Cây cầu được hoàn thành vào năm 1573.
Cây cầu gắn với biết bao kỷ niệm đối với cư dân cũng như du khách đến Warsaw trong 30 năm. Đáng tiếc, Cầu Sigismund Augustus bị hư hại nghiêm trọng do thời tiết băng giá khắc nghiệt và cuối cùng bị sập đổ vào năm 1603.

## Thiết kế
Sau khi đi vào hoạt động từ năm 1573, Cầu Sigismund Augustus trở thành cây cầu cố định đầu tiên bắt qua sông Vistula ở Warsaw, đồng thời là cây cầu gỗ dài nhất ở Châu Âu vào thời điểm lúc bấy giờ với chiều dài 500 mét. Đây được xem là một trong những công trình kiến trúc vĩ đại nhất trong thời kỳ Phục hưng Ba Lan và là một trong những công trình lớn nhất ở Châu Âu.
Cây cầu được làm bằng gỗ sồi và sắt, gồm 22 nhịp, với mỗi nhịp dài từ 22 đến 24 mét. Trong đó, có 18 nhịp chính được cố định trên các cọc vững chắc. Trong quá trình xây dựng, 735 cỗ xe bằng sắt Hungary đã được sử dụng. Phần giữa của cầu có thể linh hoạt mở ra, cho phép các tàu trên sông Vistula đi qua.